# إيفا جرين
إيفا جاليلي جرين (بالفرنسية: Eva Green)‏ (مواليد 6 يوليو 1980) هي ممثلة وعارضة فرنسية. ترعرعت في باريس، وتعيش جزئياً في لندن.
هي ابنة الممثلة مارلين جوبرت، بدأت مسيرتها المهنية على المسرح قبل ظهورها الأول في فيلم برناردو برتولوتشي حالمون (2003). حازت على اعتراف دولي لتجسيدها شخصية سيبيلا ملكة أورشليم في ملحمة ريدلي سكوت التاريخية مملكة السماء (2005). في العام التالي، لعبت دور فتاة بوند فيسبر ليند في فيلم جيمس بوند كازينو رويال (2006)، ونالت جائزة النجم الصاعد في البافتا.
لعبت جرين دور البطولة في العديد من الأفلام المستقلة، بما في ذلك الشقوق (2009)، الرحم (2010)، والإحساس المثالي (2011). وفي عام 2014 لعبت دور أرطميسيا في تتمة 300، 300: نهوض إمبراطورية، وأفا لورد في تتمة فرانك ميلر وروبرت رودريغيز مدينة الخطيئة، مدينة الخطيئة: سيدة لتقتل من أجلها. جرين أيضاً معروفة بتعاونها مع المخرج تيم برتون في الفيلم الكوميدي المرعب الظلال الداكنة (2012)، وقامت بدور البطولة كأنجيليك بوشار، ميس ألما بيريجرين في فيلم الفنتازيا منزل الآنسة بيرغرين للأطفال المميزين (2016)، وكوليت مارشانت في فيلم الفنتازيا دمبو (2019). من أجل دورها كأم رائدة فضاء في فيلم الدراما بروكسيما (2019) حازت على ترشيح لـجائزة سيزار لأفضل ممثلة.
قامت جرين بدور البطولة كمورغان الجنية في مسلسل ستارز الفنتازي التاريخي كاميلوت (2011)، وأيضاً قامت بدور البطولة كفانيسا إيفز في مسلسل شوتايم الدراما المرعب بيني دريدفول (2014–2016) حيث حازت على ترشيح لأفضل ممثلة - مسلسل دراما في حفل توزيع جوائز الغولدن غلوب الثالث والسبعون.

## النشأة
ولدت إيفا جاليلي جرين قبل ولادة أختها التوأم، جوي في باريس، في 6 تموز/يوليو 1980. ابنة الممثلة والمغنية الفرنسية، مارلين جوبرت، وطبيب الأسنان والممثل العرضي والتر جرين. والدها من أصول بروتانية وسويدية؛ من خلاله هي حفيدة الجد الملحن باول لي فليم. انتقلت والدتها، المولودة في الجزائر الفرنسية، فيما بعد إلي فرنسا متروبوليتان. غادرت جرين المدرسة الفرنسية في عمر الـ17، والتحقت بمدرسة إنجليزية في رامسغيت.
جرين يهودية، وذلك لأن والدتها، من أصل يهودي سفارديم. وصفت جرين نفسها بأنها «يهودية علمانية لم تحضر الكنيس كفتاة» وتشعر بأنها«كمواطنة من العالم». وصفت أسرتها بأنها «برجوازية» وقالت أن أختها تختلف عنها كثيراً. شعر جرين أشقر داكن طبيعي؛ ولكنها صبغت شعرها باللون البني خلال سنوات المراهقة عندما كانت في الـ 15 من عمرها. هي ايضاً ابنة أخ الممثلة السويدية - الفرنسية ماريكا غرين وابنة خالة المغنية إلسا لونغيني وابنة عمة الممثلة جوزيفين جوبرت الأولى من ناحية الأم. اسم العائلة «جرين»؛ سويدي. ولا ينبع من الكلمة الإنجليزية "green"، والتي هي "grön" باللغة السويدية. «جرين» مشتق من الكلمة السويدية "gren"، والتي تعني «فرع الشجرة».
نشأت جرين في فرنسا والتحقت بالجامعة الأمريكية في باريس، معهد ناطق باللغة الإنجليزية، كما أمضت بعض الوقت بين لندن وأيرلندا وهي تكبر، كانت هادئة في المدرسة، وطورت اهتماماً بـعلم المصريات عندما زارت متحف اللوفر في عمر الـ7، وفي عمر الـ14، بعد مشاهدة إيزابيل أدجاني في قصة أديل إتش.، قررت جرين أن تصبح ممثلة.
كانت والدتها تخشى في البداية أن تكون مهنة التمثيل أكثر من اللازم بالنسبة لابنتها الحساسة، ولكنها جاءت لاحقاً لدعم طموحاتها. واصلت جرين دراستها في مدرسة سانت بول دراما في باريس، وحصلت على دورة في التمثيل في أكاديمية ويبر دوغلاس للفنون الدرامية في لندن. بعد ذلك، عادت جرين إلى باريس، حيث مثلت هناك في العديد من المسرحيات. ذكرت جرين أنها أثناء دراستها في المدرسة الدرامية «كانت دائماً تختار الأدوار الشريرة حقاً» لأنها «طريقة رائعة للتعامل مع مشاعرك اليومية».

## المسيرة المهنية

### حالمون
في 2002، قامت جرين بأول ظهور سينمائي لها، عندما اكتشفها المخرج برناردو برتولوتشي، ووجدها «جميلة حتي أنها بذيئة». قبلت جرين الدعوة التي وجهها لها برتولوتشي، حيث رشحها بدور إيزابيل في حالمون (2003)، والذي قدمت فيه مشاهد عارية مباشرة كاملة واسعة ومشاهد جنسية مصورة. قالت جرين لصحيفة الغارديان بأن وكيلها ووالديها طلبا منها ألا تلعب هذا الدور، خشية أن يتسبب الفيلم في «أن يكون لها نفس مصير ماريا شنايدر» بسبب تجربة شنايدر النفسية أثناء تصوير فيلم برتولوتشي التانغو الأخير في باريس، والذي أثار ضجة واتُهم بالإباحية، وطُلب منعه ومحاكمة مخرجه. قالت جرين أنها بتوجيه من برتولوتشي شعرت بالراحة أثناء تصوير مشاهد العري والجنس لكنها كانت محرجة عندما شاهدت عائلتها الفيلم. حاز أداؤها على استقبال جيد، وقارنه البعض بـليف تايلر. أعربت جرين عن دهشتها عندما تم قطع دقيقة من الفيلم للسوق الأمريكي، قائلة «يوجد الكثير من العنف، وسواء في الشوارع أو على الشاشة. إنهم لا يعتقدون شيئاً عن ذلك. ومع ذلك أعتقد أنهم خائفون من الجنس»
فيلم حالمون يحكي عن أخ وأخت فرنسيين تربطهما علاقة صداقة مع شاب أمريكي خلال أحداث الشغب التي قام بها الطلبة الفرنسيون في باريس عام 1968.

### مملكة السماء
كان أدائها في فيلم حالمون دفع المخرج السير ريدلي سكوت للعب جرين دور سيبيلا ملكة أورشليم من القدس في فيلم مملكة السماء (2005)، هذا الفيلم عن الحملات الصليبية. أجرت جرين ست اختبارات شاشة، وتم ترشيحها للدور قبل أسبوع واحد فقط من بدء التصوير الرئيسي. وجدت جرين أجواء القدوم إلي الفيلم متوترة ومثيرة في وقت متأخر جداً، وأبدت إعجابها بغموض الفيلم في الأقتراب من موضوعه. لسوء حظها، تم قطع جزء كبير من وقتها على الشاشة. أشادت ستيفاني زاكاريك من صالون.كوم بأدائها: «إنها لا تعرف تماماً ماذا تفعل بالحوار المتعرج لشخصيتها، ولكنها تحمل نفسها بشكل ملكي لدرجة أنك بالكاد تلاحظ.» لكن، نيف بيرس من البي بي سي، وصفت شخصيتها بأنها «عرجاء». رضيت جرين عندما تم استعادة الحبكة الفرعية المعقدة لشخصيتها في نسخة المخرج. قالت مجلة توتال فيلم أن المشاهد الجديدة أكملت أدائها: «في النسخة المسرحية، تنام الأميرة سيبيلا مع باليان ومن ثم، تفقد عقلها، أكثر أو أقل. الآن نفهم لماذا. ليس فقط لدى سيبيلا ابن صغير، ولكن عندما تدرك أنه مصاب بالجذام تماماً مثل شقيقها بلدوين، قررت أن تأخذ حياته بعد وقت قصير من تتويجه ملكاً.»
إن فيلم مملكة السماء يطرح رؤية موضوعية حول الحملات الصليبية في القرنين الحادي عشر والثاني عشر، والتي جرت أهم أحداثها والمعارك الفاصلة فيها على الأراضي السورية، كما يطرح مفهوم الحوار ومبدأ تحرير الأرض المُحتلة من القوي الأجنبية بدون أن يكون هذا التحرير عنفاً أو إرهاباً بل مواقف بطولية.

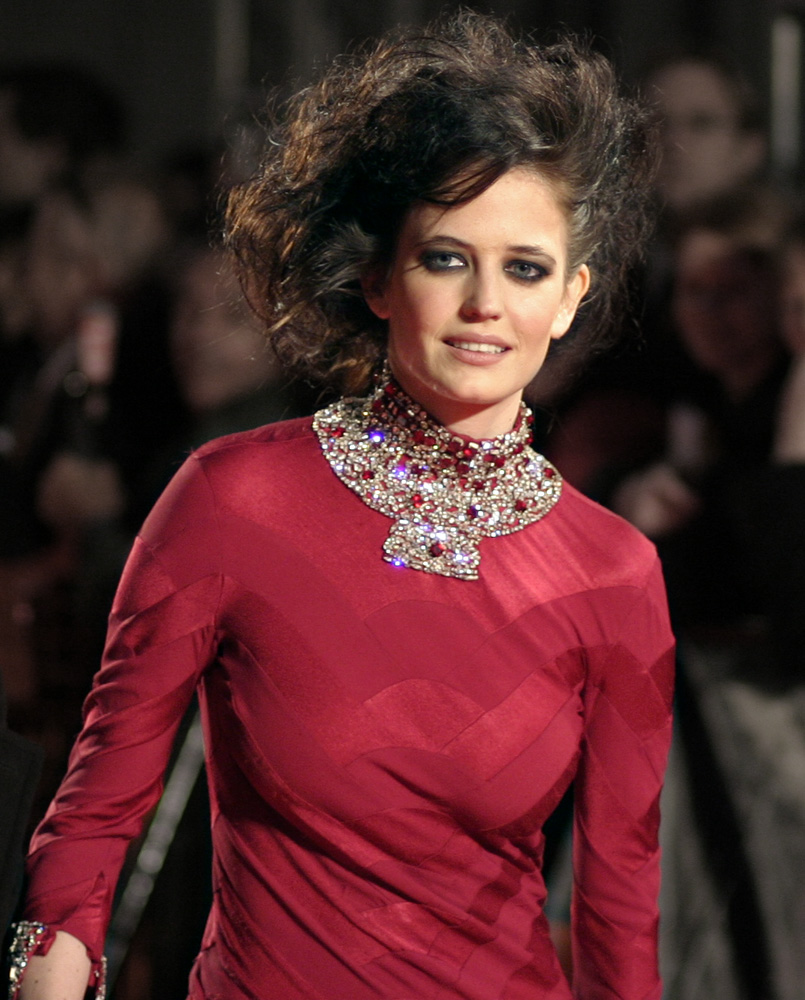
جرين في حفل توزيع جوائز البافتا 2007

### جيمس بوند
رُشحت جرين في اللحظة الأخيرة لدور فيسبر ليند في فيلم جيمس بوند كازينو رويال لعام 2006. رُشحت جرين في منتصف عام 2005 لكنها رفضته. كان التصوير الرئيسي جاري بالفعل، وقال المخرج مارتن كامبل كان تمثيل الدور صعبًا لأنه «لم يكن لدينا النص النهائي وفتاة بوند كان لها دلالة على الثدي والمؤخرة.» رأى كامبل أداء جرين في نسخة المخرج من مملكة السماء، ورشح جرين مرة أخرى. قرأت جرين النص، ووجدت شخصية فيسبر أعمق بكثير من معظم فتيات بوند. تم استقبال أداء جرين بشكل جيد: وصفتها مجلة إنترتينمنت ويكلي بأنها رابع أفضل فتيات بوند في كل العصور؛ أطلق عليها موقع آي جي إن لقب أفضل امرأة فتاكة (femme fatale)، قائلة: «هذه هي الفتاة التي كسرت – وبالتالي صنعت – جيمس بوند»؛ وفازت بجائزتي البافتا وإمباير عن أدائها. تم التصويت على كلتا الجائزتين من قبل الجمهور البريطاني. إيفا جرين رابع ممثلة فرنسية تضطلع بدور في أحد أفلام سلسلة جيمس بوند بعد كلودين أوجيه، وكارول بوكيه، وصوفي مارسو.

### الظلال الداكنة
في عام 2012، لعبت جرين دور ساحرة انتقامية أنجيليك بوشار، والتي تحول لعنتها شخصية جوني ديب إلى مصاص دماء في الظلال الداكنة للمخرج تيم برتون. قدمت جرين أداءً عظيماً في الفيلم أحبه النقاد والجمهور. كما عبرت جرين عن سعادتها البالغة للعمل مع تيم برتون وجوني ديب. كما عبرت عن إعجابها الشديد بالأسطورة جوني ديب ووصفته بحرباء هوليوود، وأنه واحد من الممثلين العظماء الذين تسعى للعمل معهم. كما عبر ديب عن إعجابه بموهبتها الرائعة. ذكرت جرين أنها كانت تستفيد من ميشيل فايفر وهيلينا بونهام كارتر كثيراً أثناء تصوير مشاهد الفيلم، وأنها كانت تشعر أن ديب وبرتون كالأخين، وأنها أحبت دورها بشكل كبير وحاولت أن تتقنه بشتى الطرق. وبالفعل أتقنته وقدمت أداءً قوياً وفريداً من نوعه. ترشح الفيلم لجائزة اختيار الجمهور وجائزة أفضل فيلم رعب وجائزة أكاديمية أفلام الخيال العلمي والفنتازيا والرعب والجائزة البريطانية لأفضل تصوير سينمائي. فاز الفيلم بجائزة نقاد موسيقى الأفلام وجائزة إل بي إم أي، وغيرها من الترشيحات والجوائز العالمية. يمثل الفيلم العمل الثاني لميشيل فايفر مع تيم برتون، والعمل السابع لهيلينا بونهام كارتر مع تيم برتون، والعمل الثامن لجوني ديب مع تيم برتون.

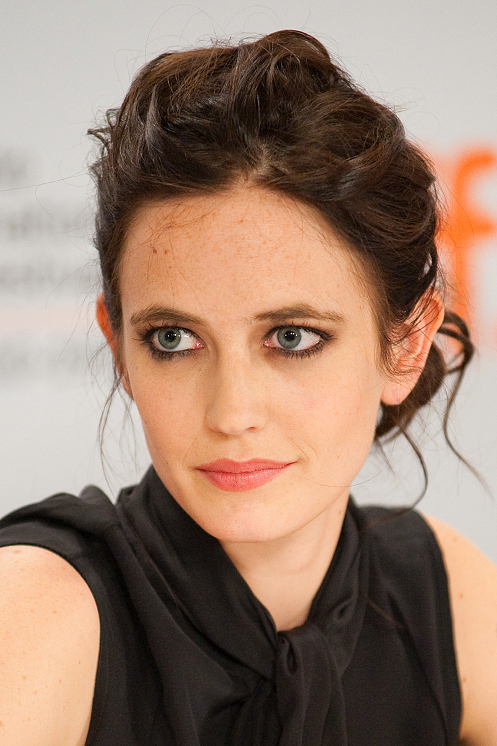
جرين في مهرجان تورونتو السينمائي الدولي لعام 2009

## الحياة الشخصية
تعتبر إيفا جرين نفسها «نيردي». قالت بخصوص هذا الأمر أيضاً «عندما يقابلني الناس لأول مرة، يجدوني باردة جداً... فأنا أحب أن أترك مسافة لنفسي، وأعتقد أن هذا هو السبب في أنني أحب التمثيل. إنه يتيح لي ارتداء قناع.» انتقلت جرين إلي لندن في منتصف عام 2005، وقالت أنها تفضل جو القرية. تعيش بمفردها و، من خلال حسابها الخاص، تعيش حياة بسيطة عندما لا تعمل. عندما سُئلت في مقابلة عما سيتفاجأ الناس بمعرفته عنها، أجابت: «أعتقد أن الناس سوف يتفاجؤون عندما يكتشفون أنني جزء من المنزل. أنا لا أحب النوادي أو الذهاب إلي حفلات جامحة. بعد يوم من التصوير، أحب أن أعود إلي المنزل وأسترخي بجانب النار مع كأس من النبيذ وكتاب جيد. ممل، هاه؟» كما قالت عن نفسها «أنا فرنسية وأنا كسولة، مما يعني أنني لا أمارس الرياضة.»، وترى أن إتباع نظام غذائي أمر مجهد. تفكر جرين في نفسها كممثلة مجتمع دولي، وقالت أنها تستطيع تحدث كل من: الفرنسية والإنكليزية بطلاقة، كما تعلمت اليابانية، فضلاً عن إتقان اللهجة الأمريكية. تعتبر إيفا جرين زائر حريص للمتاحف، وتتمتع بالموسيقى والأفلام، خاصة الاستماع إلى الموسيقى الكلاسيكية والموسيقى التصويريه عند الإعداد للأدوار. وقالت أنها تلعب البيانو.
عندما سُئلت عن تفضيلها للعب أدوار تصويرية مشحونة جنسياً، وصفتها جرين بأنها «متناقضة» نظراً لخجلها المعترف به ذاتياً. وعلقت بروح الدعابة قائلة «أنا لا أفهم حقاً لماذا أفعل ذلك. أحتاج إلي الخضوع لعلاج!» تفضل جرين أيضًا الشخصيات المظلمة، الملتوية، لأنها تسمح لها بالشعور بالتحرر. تحدثت عن دورها في بيني دريدفول قائلة: «وكأنني لم يعد لدي كورسيه عندما ألعب دور فانيسا، كما تعلمين؟ سيظن الناس أنه من الرهيب قضاء وقت ممتع في عرض مثل هذا. لكنني كذلك». ومع ذلك، فقد حاولت أن تأخذ مجموعة متنوعة من الأدوار المتشعبة لتجنب أن تكون متلبسة.
على الرغم من أصولها اليهودية، إلا أن جرين غير دينية، على الرغم من أنها تصف نفسها بأنها «روحية للغاية» ولديها معتقدات معقدة حول القوى الخارقة. وقد أعربت عن اهتمامها بتحنيط الحيوان وعلم الحشرات؛ وتقوم بجمع الجماجم والحشرات المحفوظة.
وقد أعربت جرين عن اهتمامها بالعودة إلي المسرح. وتقول أنها ليس لديها خطط للعمل في هوليوود بدوام كامل لأن «المشكلة مع هوليوود هي أن الإستديوهات قوية للغاية، ولديهم قوة أكبر بكثير من المخرجين... إنَ طموحي في هذه اللحظة هي فقط إيجاد سيناريو جيد».
في عام 2017، كشفت أن هارفي واينستين قام بتصرف غير مقبول خلال اجتماع عمل لكنها قامت بدفعه.

## أعمالها

### أفلام
- معلم البيانو (2001)
- الحالمون (2003)
- ملكوت السماء (فيلم) (2005)
- كازينو رويال (2006)
- البوصلة الذهبية (2007)
- شعور مثالي (2011)
- الظلال الداكنة (2012)
- عصفورة بيضاء في عاصفة ثلجية (2014)
- 300: نهوض إمبراطورية (2014)
- الانتقام (2014)
- مدينة الخطيئة: سيدة لتقتل من أجلها (2014)
- منزل الآنسة بيرغرين للأطفال المميزين (2016)
- دمبو (2019)
- المرض بالوهم (2022)

### مسلسلات
- كاميلوت (2011)
- بيني دريدفول (2014–2016)

## وصلات خارجية
- إيفا غرين على موقع IMDb (الإنجليزية)
- إيفا غرين على موقع ميتاكريتيك (الإنجليزية)
- إيفا غرين على موقع روتن توميتوز (الإنجليزية)
- إيفا غرين على موقع مونزينجر (الألمانية)
- إيفا غرين على موقع قاعدة بيانات الأفلام العربية
- إيفا غرين على موقع ألو سيني (الفرنسية)
- إيفا غرين على موقع ميوزك برينز (الإنجليزية)
- إيفا غرين على موقع تيرنر كلاسيك موفيز (الإنجليزية)
- إيفا غرين على موقع أول موفي (الإنجليزية)
- إيفا غرين على موقع بوكس أوفيس موجو (الإنجليزية)